# Cody Harris
Cody Harris (Auckland, 10 oktober 1985) is een Nieuw-Zeelands darter.

## Carrière
Harris maakte in 2015 zijn debuut op televisie tijdens de Winmau World Masters van de BDO. Hij bereikte de laatste 32 waar hij verloor van Scott Waites.
Harris stapte ongeveer een jaar later over naar de PDC. Zijn debuut bij de grotere PDC-toernooien was tijdens de World Cup of Darts waar hij zijn geboorteland Nieuw-Zeeland vertegenwoordigde, samen met Warren Parry. Harris en Parry verloren in de eerste ronde van het toernooi van Schotland met 5-3 in legs.
Een jaar later speelde Harris wederom op de World Cup. Hij speelde toen samen met Rob Szabo. Het duo verloor in de eerste ronde van België met 5-2 in legs.
Harris speelde later dat jaar op het PDC World Darts Championship 2018. Hij begon in de voorronde en won met 2-1 in sets van de Amerikaan Willard Bruguier. Hij verloor vervolgens in de eerste ronde van Ian White met 3-1 in sets.
In 2018 nam Harris deel aan Q-School van de PDC. Hij kwalificeerde zich voor de UK Open en won in de eerste ronde van Tony Mitchell maar verloor vervolgens van Michael Barnard in de tweede ronde. Later dat jaar speelde Harris weer met Parry op de World Cup. Ook dat jaar kwamen de Nieuw-Zeelanders niet verder dan de eerste ronde, Singapore was met 5-3 in legs te sterk.

## Resultaten op Wereldkampioenschappen

### WDF
- 2017: Laatste 64 (verloren van Jeff Smith met 0–4)

### PDC
- 2018: Laatste 64 (verloren van Ian White met 1–3)
- 2019: Laatste 64 (verloren van Jamie Lewis met 2–3)